# Psychoda kea
Psychoda kea är en tvåvingeart som beskrevs av Quate 1962. Psychoda kea ingår i släktet Psychoda och familjen fjärilsmyggor. Inga underarter finns listade i Catalogue of Life.